# Joseph Schweigl
Joseph Schweigl SJ (* 9. November 1894 in Flaurling; † 9. August 1964 in Grottaferrata) war ein österreichischer Jesuit und Theologe. 

## Leben
1915 wurde er Jesuit. Er lehrte als Professor am Pontificio Istituto Orientale (1927–1933) und an der Pontificia Università Gregoriana seit 1935.

## Schriften (Auswahl)
- Hierarchien der getrennten Orthodoxie in Sowjetrussland. Rom 1928–1929, OCLC 949046656.
- Moskau gegen den Vatikan. Augsburg 1930, OCLC 44442829.
- Il nuovo statuto della chiesa russa e l'art. 124 della costituzione societica. Rom 1948, OCLC 800892989.
- Fatima e la conversione della Russia. Rom 1957, OCLC 805837658.

| Personendaten    | Personendaten                        |
| ---------------- | ------------------------------------ |
| NAME             | Schweigl, Joseph                     |
| KURZBESCHREIBUNG | österreichischer Jesuit und Theologe |
| GEBURTSDATUM     | 9. November 1894                     |
| GEBURTSORT       | Flaurling                            |
| STERBEDATUM      | 9. August 1964                       |
| STERBEORT        | Grottaferrata                        |